# Protestas Hands Off
Las protestas Hands Off iniciaron el 5 de abril de 2025, con una serie de manifestaciones organizadas en los 50 estados de Estados Unidos. Más de 1300 eventos fueron convocados por más de 150 grupos sociales y políticos. Estas protestas tienen como propósito expresar el rechazo generalizado hacia la segunda administración de Donald Trump, a la que los manifestantes consideran una usurpación autoritaria del gobierno, percibiendo en su retorno al poder una amenaza para los principios democráticos del país.

## Contexto
Las protestas Hands Off son lideradas por una coalición nacional de organizaciones, que incluyen grupos de derechos civiles, veteranos, defensoras de los derechos de las mujeres, sindicatos laborales, y activistas LGBTQ+, entre ellos Indivisible. Estas manifestaciones surgen como respuesta a lo que los organizadores perciben como una excesiva intervención del gobierno en diversas áreas: la OTAN, las escuelas, las bibliotecas, los tribunales, los servicios para veteranos, las elecciones justas, los derechos de las personas transgénero, la Seguridad Social, Medicare, Medicaid, la fuerza laboral federal, los derechos al aborto, entre otros. En un comunicado, los organizadores expresaron tres demandas clave: "poner fin a la toma de poder de los multimillonarios y a la corrupción desenfrenada de la administración Trump; detener los recortes a los fondos federales para Medicaid, la Seguridad Social y otros programas vitales para los trabajadores; y poner fin a los ataques contra inmigrantes, personas transgénero y otras comunidades vulnerables."
Las protestas Hands Off, aunque no fueron las primeras en oponerse a la segunda presidencia de Trump, han sido descritas como la primera "movilización masiva" que guarda similitudes con la Marcha de las Mujeres de 2017 y las protestas por la muerte de George Floyd en 2020. A diferencia de las manifestaciones del primer mandato de Trump, que se centraron principalmente en Washington D. C., los organizadores de Hands Off intentaron expandir la protesta a lo largo y ancho del país. Las manifestaciones ocurrieron en una amplia variedad de ubicaciones, tales como capitolios estatales, edificios federales, oficinas del Congreso, la sede de la Seguridad Social, parques y ayuntamientos. De acuerdo con los organizadores, muchas de las concentraciones locales más pequeñas fueron iniciadas de manera orgánica por grupos de vecinos y amigos.
Se calculó que alrededor de 100 000 personas participaron en la manifestación en Washington D. C., superando en diez veces la cifra prevista por los organizadores. Entre los oradores presentes se encontraban varios miembros demócratas del Congreso, así como Everett Kelly, presidente de la Federación Americana de Empleados del Gobierno, entre otros.

## Locaciones y actividades

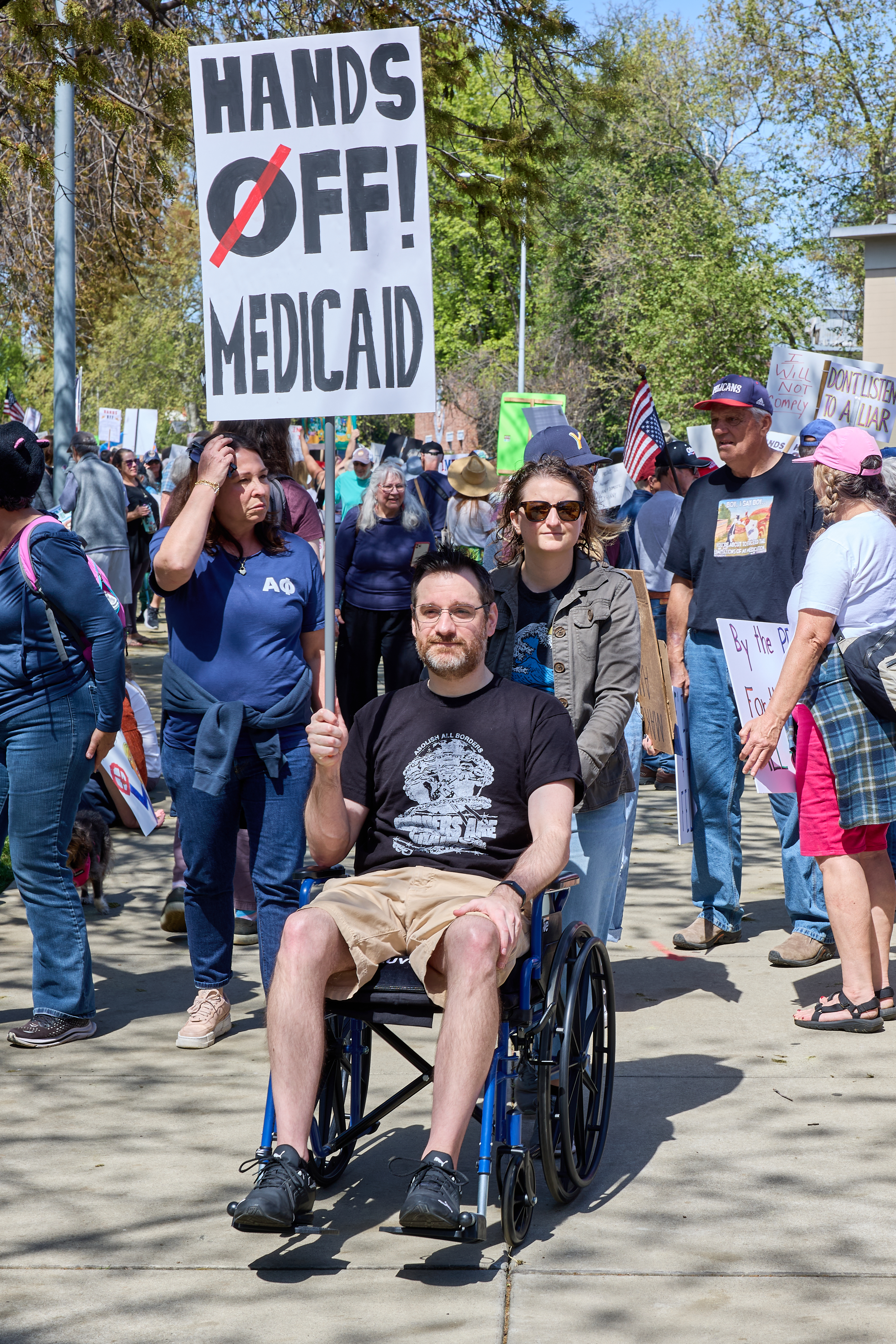
Protestante en Chico, California.

En Estados Unidos, se han programado importantes protestas en las siguientes localidades:
- Boston[10]
- Chicago[11]
- Colorado Springs, Colorado[12]
- Durham, Carolina del Norte[13]
- Fort Wayne, Indiana[14]
- Minnesota[15]
- Ciudad de Nueva York[16]
- Filadelfia, Pensilvania[17]
- Portsmouth, Nueva Hampshire[18]
- Providence, Rhode Island[19]
- Raleigh, Carolina del Norte[13]
- Área metropolitana de Washington[20]

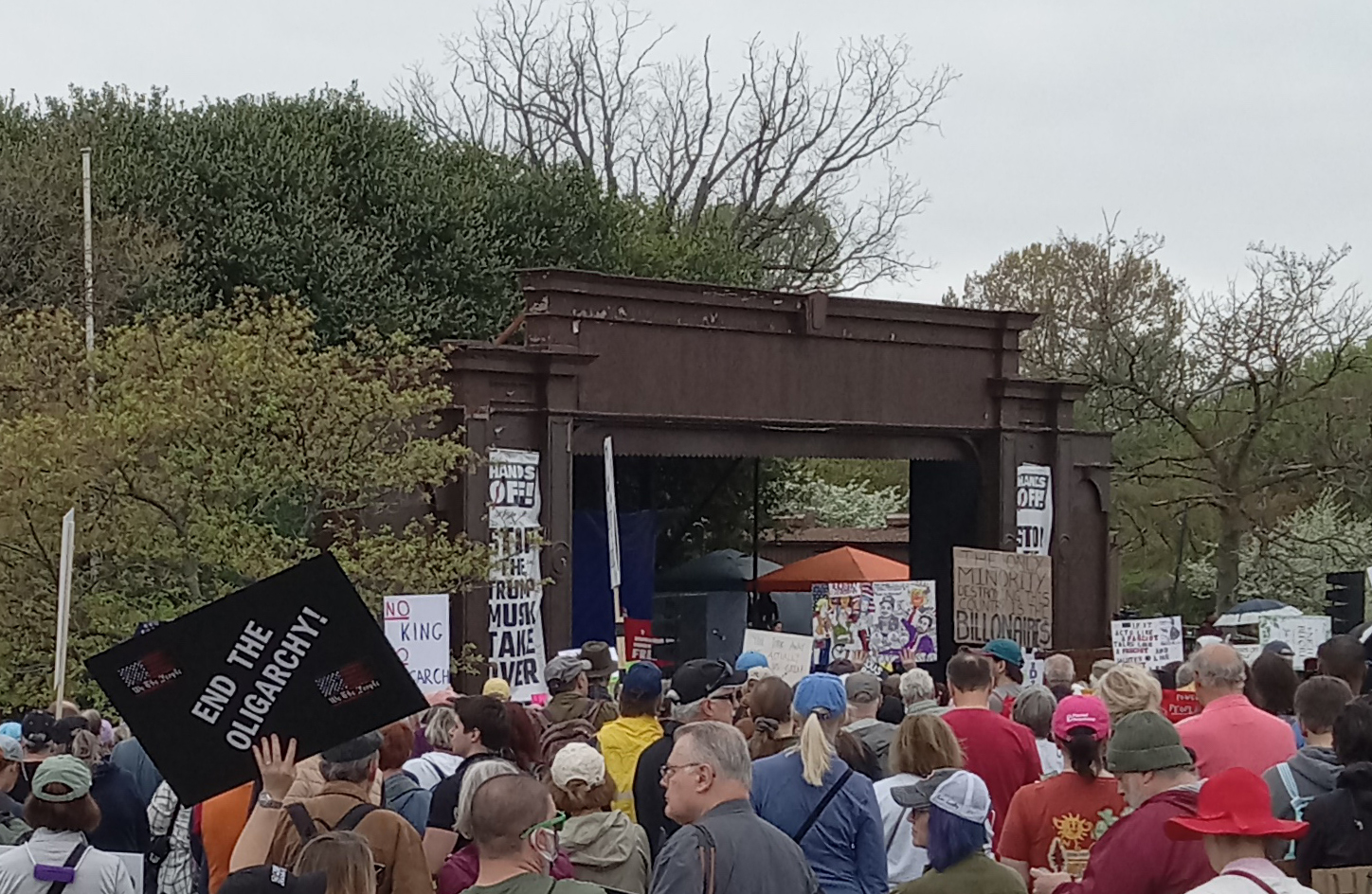
Concentración de protestantes en Washington D. C.

En Europa, se están llevando a cabo protestas organizadas por Democrats Abroad en Berlín, Frankfurt, París y Londres. En Ottawa, los manifestantes se concentraron frente a la embajada de Estados Unidos. También se realizó una protesta en Lisboa, Portugal.

### Arizona
Las ubicaciones en las que se están planeando protestas incluyen Casa Grande, Flagstaff, Mesa, Phoenix, Prescott, Scottsdale, Sedona, y Tucson.

### California
En California, se están planeando actividades en Glendale, Los Ángeles, Riverside, San Bernardino, San Clemente, San José, San Diego y Santa Ana, así como en Modesto, Tracy, Sacramento, Río Vista, y Livermore.

### Connecticut
Las protestas se llevarán a cabo en Stamford, Middletown, y Hartford.

### Florida
En Florida, las protestas están planeadas en Daytona Beach, DeLand, Palm Coast, Port Orange, Hollywood, Key West, Miami, y Tamarac.

### Oregón
Docenas de eventos están planeados en Oregón, incluidas las ciudades de Astoria, Enterprise, Gold Beach, Hood River, Klamath Falls, y Redmond. También se están planeando actividades en el área metropolitana de Portland.

### Texas
En Texas, se llevaron a cabo protestas en todo el estado, incluyendo Frisco y Flower Mound en el área metropolitana de Dallas-Fort Worth. También hubo protestas en Austin, Denton, Burleson, San Antonio, Houston, y El Paso.

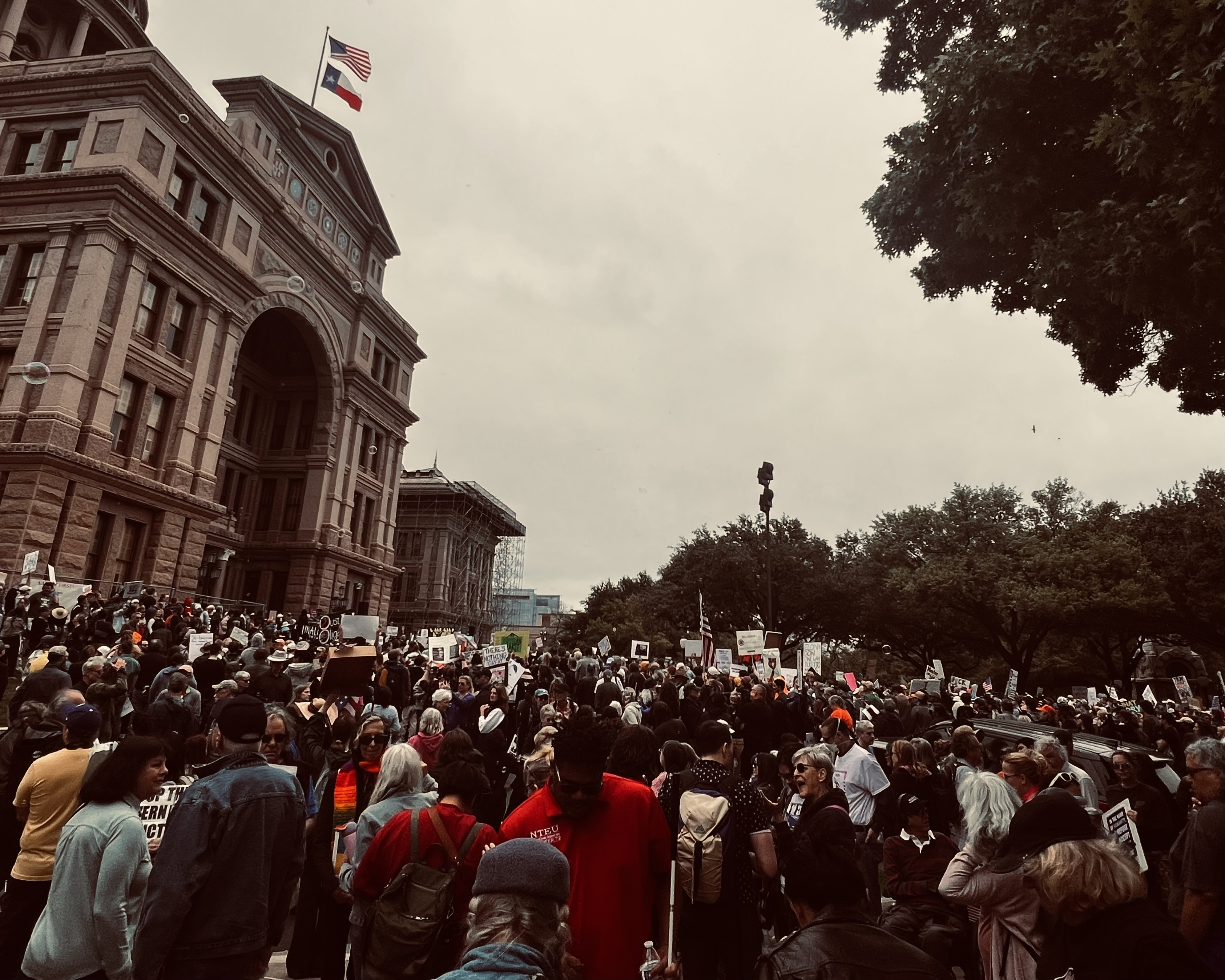
Protestas frente al Capitolio del Estado de Texas en Austin

### Washington
Se planea una manifestación en el Seattle Center para el 5 de abril con discursos de la representante de los EE. UU. Pramila Jayapal y el exgobernador Jay Inslee. También está planeado un evento en el Capitolio del Estado de Washington en Olympia. Se planean otras protestas regionales en Bellingham, Everett, Kirkland, Longview, Port Angeles, Port Orchard, Bremerton, Poulsbo, Pullman, Spokane y Vancouver.

### Wisconsin
Se planean aproximadamente 30 protestas en Wisconsin, incluyendo las ciudades de Appleton, Green Bay, Kenosha, Madison, Milwaukee, y Oshkosh.